# Semele Tholi
I Semele Tholi sono una formazione geologica della superficie di Venere.
Prendono il nome da Semele, dea ctonia frigia, madre di Dioniso.